# Longipalpus dilatipennis
Longipalpus dilatipennis är en skalbaggsart som först beskrevs av J. Linsley Gressitt 1935.  Longipalpus dilatipennis ingår i släktet Longipalpus och familjen långhorningar. Inga underarter finns listade i Catalogue of Life.